# Justin Casquejo
Justin Casquejo là một diễn viên đóng thế và leo núi tự do người Mỹ, anh đã chinh phục một số tòa nhà chọc trời ở Manhattan, Thành phố New York cũng như một tháp nước ở quê hương, Weehawken, New Jersey. Anh đã bị bắt, buộc tội và kết án vì một số hoạt động của mình. Những người khác đã được đưa ra ánh sáng thông qua công bố trên phương tiện truyền thông xã hội, như Instagram và YouTube.

## Trung tâm Thương mại Thế giới
Vào tháng 3 năm 2014, Casquejo đã leo lên đỉnh của Trung tâm Thương mại Thế giới số Một, khi chưa hoàn thành, cao 541m. Casquejo, khi đó 16 tuổi, vào địa điểm này qua một cái lỗ trên hàng rào. Anh ta sau đó đã bị bắt vì tội xâm phạm. Casquejo bị cáo buộc ăn mặc như một công nhân xây dựng, lẻn vào và thuyết phục một người điều hành thang máy nâng anh ta lên tầng 88 của tòa tháp, theo các nguồn tin. Sau đó, sử dụng cầu thang để lên tầng 104, đi qua một nhân viên bảo vệ đang ngủ, và leo lên một cái thang để đến ăng-ten, nơi anh ta chụp ảnh trong hai giờ. Người điều hành thang máy đã được chỉ định lại, và người bảo vệ đã bị sa thải. Sau đó, người ta tiết lộ rằng các quan chức đã không lắp đặt camera an ninh trong tòa tháp, điều này đã tạo điều kiện cho Casquejo vào được địa điểm này.
Vào tháng 7 năm 2014, trong một thỏa thuận nhận tội, Casquejo thừa nhận đã vi phạm luật của thành phố về việc vào các tòa nhà cao tầng mà không được phép. Anh ta bị kết án 23 ngày (đã hoàn thành 6 ngày). Casquejo đã nộp một bài luận dài 1.200 từ giải thích những gì đã học được từ tập phim.

## Weehawken Water Tower
Vào tháng 9 năm 2014, Casquejo một lần nữa bị bắt vì leo lên Weehawken Water Tower cao 53m. Anh ta bị buộc tội bất chấp xâm phạm và chống lại sự bắt giữ.

## 70 Pine Street
Vào ngày 21 tháng 2 năm 2016, Casquejo bị buộc và xâm phạm vì leo lên trên tòa nhà tại 70 Pine Street, một căn hộ cao cấp 67 tầng, cao 260m ở Khu tài chính, Manhattan. Casquejo đã tránh được án tù trong phiên tuyên án vào ngày 6 tháng 9 năm 2017 sau khi nhận tội. Anh được cấp trạng thái phạm nhân trẻ tuổi; vụ án cuối cùng sẽ được niêm phong.

## Paramount Tower
Vào tháng 6 năm 2017, Casquejo bị bắt tại tòa tháp Paramount cao 173m, tòa nhà chọc trời dân cư 52 tầng trên Phố Đông 39 ở Vịnh Turtle, Manhattan. Vào tháng 9 năm 2017, Casquejo đã nhận tội xâm phạm cấp độ hai để đổi lấy ba năm quản chế vì đã mở rộng quy mô tòa nhà căn hộ cao cấp.

## Tòa nhà khác
Ngoài những vụ việc đã bị bắt, Casquejo đã đăng những hình ảnh leo lên Cầu George Washington và các tòa nhà gần Quảng trường Thời đại, Vòng tròn Columbus và Tòa nhà Empire State. Casquejo có một lượng lớn người theo dõi trên Instagram và YouTube.

## 220 Central Park South
Vào tháng 11 năm 2016, Casquejo treo từ một cần cẩu xây dựng tại 220 Central Park South độ cao 290m chưa hoàn thành.

## Bắt giữ
Bất chấp sự quản chế, Casquejo đã thực hiện các cuộc leo khác. sau đó bị bắt.